# Wilhelm Karlovitj Vithöft
Wilhelm Karlovitj Vithöft, i svensk litteratur även transkriberat Withöft, engelska Wilgelm Karlovich Vitgeft, ryska: Вильгельм Карлович Витгефт. Född 2 oktober (14 oktober enligt gregoriansk kalender) 1847 i Odessa i Guvernementet Cherson i dåvarande Kejsardömet Ryssland i nuvarande Ukraina], död 28 juli (10 augusti enligt gregoriansk kalender) 1904 ombord på slagskeppet Tsesarevitj (genom fientlig eld, endast delar av ett ben återfanns), var en rysk sjömilitär och konteramiral, temporär befälhavare över Första Stillahavsflottan 1904.

## Militär karriär
Vithöft utnämndes 1899 till stabschef hos vicekung Jevgenij Aleksejev i ryska Fjärran östern. Efter Rysk-japanska krigets utbrott 1904 blev han chef för marina högkvarteret. Efter att amiral Stepan Makarov dödats när slagskeppet Petropavlovsk minsprängdes 31 mars 1904 blev Vithöft motvilligt utnämnd till temporär chef över Stillahavsflottan i Port Arthur.

## Slaget i Gula havet
Port Arthur stod under belägring från landsidan och utanför väntade den japanska flottan. Vithöft ansåg att det klokaste valet var att föra besättningarna på örlogsfartyget iland tillsammans med delar av artilleriet och invänta undsättning. Dock blev han beordrad att med flottan försöka undkomma till Vladivostok. Resultatet blev Slaget i Gula havet mot en japansk eskader den 10 augusti 1904. Till en början förlöpte drabbningen väl för Vithöft och ryska flottan höll stånd trots sämre materiel. Det såg ut som om de ryska fartygen skulle undkomma men en direktträff på Tsesarevitjs brygga dödade Vithöft och rorsman. Eskadern hamnade i oordning och fartygen återvände till Port Arthur eller internerades i neutral hamn.

## Eftermäle
Vithöfts eftermäle har varierat. Han beskrivs som kompetent men pessimistisk  eller passiv och osäker . Nikolaj von Essen som var på plats i Port Arthur ansåg att han var en hederlig man och hårt arbetande men helt olämplig för sin position. Kritik har riktats mot de ryska amiralernas ignorans och arbetsklimatet på staber och amiralitet präglades enligt svenska officerare av lättja och brist på nytänkande. Vithöft undvek medvetet att närvara vid genomgångar och stridssimuleringar vid krigsutbrottet. Vid sitt tillträde förklarade Vithöft för sina officerare: 
"Mina herrar, jag förväntar mig att ni assisterar mig i ord och handling. Jag är ingen ledare för flottan."
 
När flottan slutligen löpte ut hyste Vithöft inga illusioner om utgången:
"Vi ses i nästa värld."